# Aplocera dissoluta
Aplocera dissoluta là một loài bướm đêm trong họ Geometridae.